# Olivier Schaffter
Olivier Schaffter (7 de octubre de 1964) es un deportista suizo que compitió en judo. Ganó una medalla de plata en el Campeonato Europeo de Judo de 1992, en la categoría de –78 kg.
Participó en dos Juegos Olímpicos de Verano en los años 1988 y 1992, su mejor actuación fue un vigésimo segundo puesto logrado en Barcelona 1992 en la categoría de –78 kg.

## Palmarés internacional
| Campeonato Europeo | Campeonato Europeo | Campeonato Europeo | Campeonato Europeo |
| Año                | Lugar              | Medalla            | Categoría          |
| ------------------ | ------------------ | ------------------ | ------------------ |
| 1992               | París (Francia)    | Medalla de plata   | –78 kg             |